# Universidad de Ciencias Médicas de Granma
La Universidad de Ciencias Médicas de Granma (también llamada Facultad de Medicina de Granma "Celia Sánchez Manduley") es una universidad de medicina localizada en Manzanillo, Granma, Cuba.
Su sede principal se encuentra en la ciudad de Manzanillo, y fue fundada el 3 de septiembre de 1982, por Fidel Castro. Siendo esta la única Facultad del país que no se encuentra en alguna capital provincial.

## Facultades
Se encuentra dividida en cuatro facultades: 
- Medicina
- Estomatología
- Licenciatura en Enfermería
- Tecnologías de la Salud